# Himmelbjerget
Himmelbjerget je kopec v Dánsku. Nachází se nedaleko města Silkeborg v regionu Midtjylland a dosahuje nadmořské výšky 147 m.
Okolní region se nazývá Søhøjlandet a vyznačuje se zvlněnou krajinou s četnými jezery. Zdejší scenérie zachytili na svých obrazech Vilhelm Kyhn a Pauline Thomsenová. Název Himmelbjerget znamená „Nebeská hora“ a je odvozen od nejvyššího vrcholu mytického Ásgardu.
Kopec se vypíná nad jezerem Julsø, po kterém vozí turisty historický parník Hjejlen. Až do měření provedeného v roce 1847 byl Himmelbjerget považován za nejvyšší vrchol Dánska. Stal se symbolem dánského národního obrození a básník Steen Steensen Blicher zde organizoval lidové slavnosti nazvané Himmelbjergfesten.
V roce 1875 byla na vrcholu postavena 25 metrů vysoká rozhledna z červených cihel podle projektu architekta Ludviga Fengera. Nápis na věži oslavuje krále Frederika VII., který schválil první dánskou ústavu. Na Himmelbjergetu je také umístěn pomník připomínající rok 1915, kdy bylo v Dánsku zavedeno volební právo žen.